# Owczarek niemiecki długowłosy

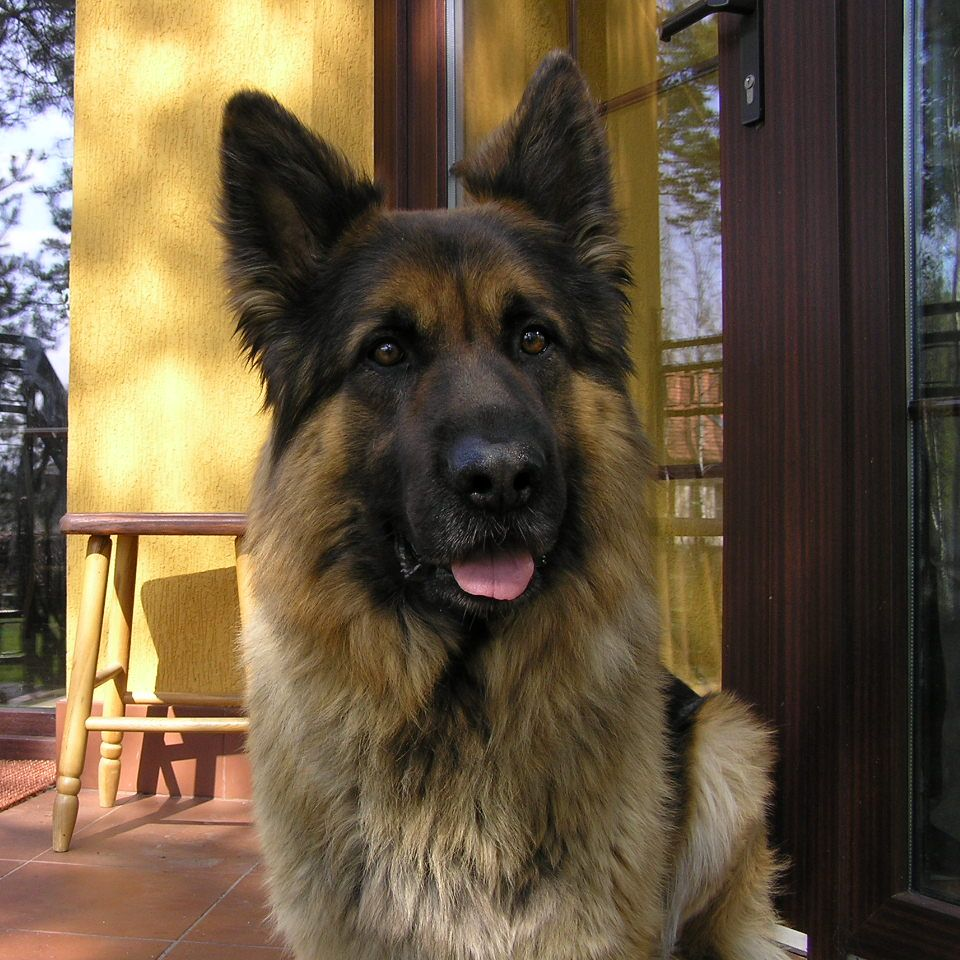
Owczarek niemiecki długowłosy

Owczarek niemiecki długowłosy – jedna z ras psów, należąca (według klasyfikacji FCI) do grupy psów pasterskich i zaganiających. Owczarek niemiecki długowłosy wraz z owczarkiem niemieckim krótkowłosym należą do sekcji psów pasterskich (owczarskich). Odmiana długowłosa została uznana przez  FCI od 1 stycznia 2011 roku.

## Rys historyczny
Ogłoszony w 1891 roku wzorzec owczarka niemieckiego opisuje trzy odmiany tej rasy, a kryterium podziału stanowiła długość włosa:
- owczarek niemiecki szorstkowłosy
- owczarek niemiecki krótkowłosy (twardowłosy)
- owczarek niemiecki długowłosy.

Później standard ten był zmieniany, aż do roku powstania (1899) Związku Owczarków we Frankfurcie nad Menem.
W Polsce powstał Związek Owczarka Niemieckiego Długowłosego 21 lipca w 1990 roku, założycielem którego była Marta Trzcińska. na terenie kraju odmiana ta także była hodowana w ramach Polskiego Klubu Psa Rasowego oraz Klubu Owczarka Niemieckiego Długowłosego w Polsce.
Do sierpnia 2010 roku Owczarek Niemiecki Długowłosy nie był uznawany przez FCI, ani żadne organizacje zrzeszone, tym samym także przez Związek Kynologiczny w Polsce. Dotychczas władze FCI argumentowały fakt nieuznania owczarka niemieckiego długowłosego tym, że długa sierść przeszkadza tym psom w pracy. W sierpniu 2010 roku FCI  zatwierdziło owczarka niemieckiego długowłosego, nadając mu jednocześnie status odrębnej odmiany i wszelkie prawa wystawowe i hodowlane od dnia 1 stycznia 2011.

## Wygląd ogólny
Wzorzec rasy FCI jest wspólny dla obu odmian owczarka niemieckiego i określa go jako psa średniej budowy, o nieco wydłużonej i zwartej, dobrze umięśniony, o tkance suchej. Długość tułowia stanowi 110 - 117% wysokości psa. 

### Szata i umaszczenie
Sierść owczarka niemieckiego długowłosego składa się z włosa okrywowego i podszerstka. Włos okrywowy jest długi, miękki i ściśle przylega na uszach, tylnych stronach kończyn, do śródręcza i stawu skokowego tworząc flagi, na udach zaś puszyste, jasne portki. Ogon puszysty z obfitym pióropuszem od spodu. 
Umaszczenie jest czarne z podpalaniem czerwonawym, płowym, żółtym lub jasnoszarym. Dopuszczalne jest także umaszczenie jednolicie czarne lub szare,  śniade, czaprakowe - z maską, tak jak białe znaczenia w postaci plamki piersi i jaśniejszy kolor. Jednak te ostatnie nie są pożądane. Trufla jest zawsze czarna, bez względu na umaszczenie. Podszerstek jest szary, z wyjątkiem psów jednolicie czarnej maści. Niedopuszczalna jest maść biała lub łaciata.

### Dziedziczenie genu długiego włosa
Osobniki krótkowłose mogą być nosicielami recesywnego genu długiego włosa. Jeśli oboje rodzice krótkowłosi noszą taki gen, wówczas w miocie mogą urodzić się pośród szczeniąt krótkowłosych, szczenięta o włosie długim. Szczenięta długowłose wpisywane są wtedy do ksiąg rodowodowych Owczarków Niemieckich Długowłosych. Urodzone w takim miocie szczenięta krótkowłose mogą, ale nie muszą, nosić w sobie recesywny gen długiego włosa i w kolejnych pokoleniach mogą dawać w połączeniu z nosicielami genu długiego włosa, długowłose szczenięta. W miotach rodziców długowłosych nie mogą pojawić się szczenięta krótkowłose ani w pierwszym, ani w kolejnym pokoleniu. Krzyżowanie osobników długo i krótkowłosych jest zabronione. Współcześnie rodzicom krótkowłosym można wykonywać badania genetyczne na obecność recesywnego genu długiego włosa. U szczeniąt (1-2 miesiące) uszy są oklapnięte, co nie jest wadą.

## Zachowanie i charakter
Owczarek niemiecki długowłosy jest psem szybko się uczącym i blisko współpracującym z człowiekiem, którego obecność jest niezbędna w prawidłowym rozwoju psa. Cechuje go duża odwaga, wierność i przywiązanie do właściciela oraz do pozostałych członków rodziny. Nadaje się do mieszkania z dziećmi, lubi się bawić. Sprawdzają się na szkoleniach różnego typu, nadają się jako psy rodzinne, policyjne, stróżujące, ratownicze i obrończe. Są aktywne i ruchliwe, wymagają codziennego zaspokajania tych potrzeb.